# William Musgrave

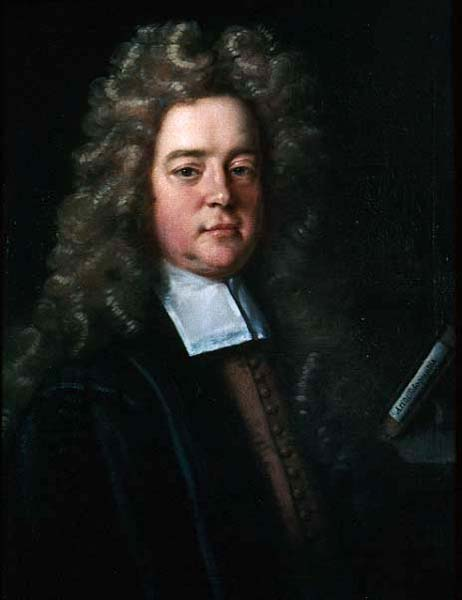
William Musgrave

William Musgrave (ur. 1655, zm. 1721) – angielski lekarz, fizyk, historyk i pisarz. Był trzecim synem Richarda Musgrave’a z Nettlecombe w Somerset. Urodził się 4 listopada 1655. Uczył się w Winchester College. Od 1675 studiował w New College na Uniwersytecie Oksfordzkim. W 1680 krótko przebywał na uniwersytecie w Lejdzie, ale szybko wrócił do Oksfordu. W 1685 otrzymał bakaleaureat z medycyny, a w 1689 doktorat z tej dziedziny. W 1692 został wybrany do College of Physicians w Londynie. Od 1691 mieszkał i praktykował w Exeter. Jego żoną była Philippa, córka Williama Speke’a i Anne Roynon. Miał syna, również Williama, i córkę. Zmarł w grudniu 1721 i został pochowany 23 dnia tego miesiąca. Opublikował między innymi traktaty medyczne De Arthritide Symptomatica (1703) i De Arthritide Anomala (1707), w których opisywał reumatoidalne zapalenie stawów.